# Дан Петреску
Дан Петре́ску (рум. Dan Petrescu, нар. 22 грудня 1967, Бухарест) — румунський футболіст, правий захисник. По завершенні ігрової кар'єри — тренер. З 2024 року очолює тренерський штаб команди «ЧФР Клуж».

## Клубна кар'єра
У дорослому футболі дебютував 1985 року виступами за команду клубу «Стяуа», в якій провів один сезон, взявши участь лише у 2 матчах чемпіонату. За цей час виборов титул чемпіона Румунії, ставав володарем Кубка чемпіонів УЄФА.
Протягом 1986—1987 років захищав кольори команди клубу «Олт Скорнічешть», де грав на правах оренди.
Своєю грою за останню команду знову привернув увагу представників тренерського штабу клубу «Стяуа», до складу якого повернувся 1987 року. Цього разу відіграв за бухарестську команду наступні чотири сезони своєї ігрової кар'єри. Більшість часу, проведеного у складі «Стяуа», був основним гравцем захисту команди. За цей час додав до переліку своїх трофеїв ще два титули чемпіона Румунії.
Згодом з 1991 по 1995 рік грав у складі команд клубів «Фоджа», «Дженоа» та «Шеффілд Венсдей».
У 1995 році уклав контракт з клубом «Челсі», у складі якого провів наступні п'ять років своєї кар'єри гравця. Граючи у складі «Челсі» також здебільшого виходив на поле в основному складі команди. За цей час додав до переліку своїх трофеїв титул володаря Кубка Англії, ставав володарем Кубка Кубків УЄФА, володарем Суперкубка УЄФА.
Протягом 2000–2002 років захищав кольори клубів «Бредфорд Сіті» та «Саутгемптон».
Завершив професійну ігрову кар'єру у клубі «Націонал», за команду якого виступав протягом 2002–2003 років.

## Виступи за збірну
У 1989 році дебютував в офіційних матчах у складі національної збірної Румунії. Протягом кар'єри у національній команді, яка тривала 12 років, провів у формі головної команди країни 95 матчів, забивши 12 голів.
У складі збірної був учасником чемпіонату світу 1994 року у США, чемпіонату Європи 1996 року в Англії, чемпіонату світу 1998 року у Франції, чемпіонату Європи 2000 року у Бельгії та Нідерландах.

## Кар'єра тренера
Розпочав тренерську кар'єру невдовзі по завершенні кар'єри гравця, 2004 року, очоливши тренерський штаб клубу «Рапід» (Бухарест).
Надалі очолював румунські клуби «Спортул» та «Унірю» (Урзічень), а також польську «Віслу» (Краків).
З 2010 року став працювати в Росії, де тренував «Кубань» та «Динамо» (Москва).
5 червня 2014 року Петреску очолив катарський клуб «Аль-Арабі», уклавши контракт на 2 роки. Восени 2014 року Дан Петреску заявив, що у нього була пропозиція від «Кубані», однак він не захотів покидати «Аль-Арабі». 3 грудня 2014 року Петреску був звільнений з клубу.
10 червня 2015 підписав контракт з румунським клубом «Тиргу-Муреш», проте вже 7 липня заявив, що покидає клуб через фінансові проблеми клубу. Першим і останнім офіційним матчем «Тиргу-Муреш» для Петреску стала гра за Суперкубок Румунії, виграна в «Стяуа» (1:0).
10 липня 2015 Петреску підписав контракт з китайським клубом «Цзянсу Сайнті». У сезоні 2015 року клуб під керівництвом Петреску провів 13 матчів, завершивши його на 9 місці. У сезоні 2016 року під керівництвом Петреску було проведено 20 матчів. 3 червня 2016 року Петреску покинув клуб.
14 червня 2016 року Петреску підписав контракт з краснодарською «Кубанню» строком на два роки, але 4 жовтня покинув клуб — до цього моменту команда здобула три перемоги в 15 матчах і займала 14 місце з 20-ти у першості ФНЛ.
29 жовтня 2016 року очолив тренерський штаб еміратського «Ан-Насра» (Дубай).
Влітку 2017 року повернувся на батьківщину, де очолив команду «ЧФР Клуж», яку привів до перемоги у чемпіонаті Румунії 2017-18. У червні 2018 року прийняв пропозицію повернутися до Китаю, де зацікавленість у його послугах виявив клуб «Гуйчжоу Хенфен». Із цією командою пропрацював до березня 2019 року, програвши більшість з 21 проведеної за цей період гри чемпіонату.
Вже за два дні після звільнення з китайського клубу, 23 березня 2019 року, повернувся на тренерський місток «ЧФР Клуж» аби привести його до своєї другої поспіль перемоги у румунській футбольній першості. Втім наступний сезон команда почала невдало і після того, як ЧФР вибув з Ліги Європи та почав невдало внутрішню першість, Петреску оголосив 30 листопада, що він і клуб домовилися розірвати контракт.
У зимову паузу Петреску прийняв пропозицію з Туреччини від «Кайсеріспора», але вже 24 лютого розірвав контракт за згодою сторін, здобувши лише дві перемоги у восьми матчах після поновлення сезону.
31 серпня 2021 року Петреску знову очолив «ЧФР Клуж», з яким підписав контракт на три сезони. 15 травня 2022 року Петреску виграв свій четвертий титул чемпіона Румунії з клубом як тренер і п'ятий поспіль титул ЧФР. Однак сезон 2022/23 розпочався знову не дуже успішно, спочатку клуб зазнав поразки від «Сепсі»  в Суперкубку Румунії, а потім вилетів з Ліги чемпіонів у першому попередньому раунді від вірменського «Пюніка». У чемпіонаті клуб завершив сезон на 3-му місці, а в Кубку Румунії зазнав поразки в півфіналі від «Сепсі». Після закінчення такого невдалого сезону Петреску розірвав контракт з трансільванською командою.
Буквально через день після розриву контракту Петреску був призначений тренером південнокорейської команди «Чонбук Хьонде Моторс». У 2023 році він дійшов до фіналу Кубка Південної Кореї з корейською командою, програвши «Пхохан Стілерс». На початку сезону 2024 після п'яти ігор без перемог Петреску подав у відставку на початку квітня.
15 квітня 2024 року Петреску вчетверте у своїй кар'єрі очолив «ЧФР Клуж», уклавши з клубом трирічний контракт. За підсумками сезону 2023/24	посів з командою 2 місце.

## Титули та досягнення

### Як гравця
- Чемпіон Румунії (3):

«Стяуа»: 1985-86, 1987-88, 1988-89
- Володар Кубка Румунії (2):

«Стяуа»: 1987-88, 1988-89
- Володар Кубка Англії (1):

«Челсі»: 1996-97
- Володар Кубка англійської ліги (1):

«Челсі»: 1997-98
- Володар Кубка чемпіонів УЄФА (1):

«Стяуа»: 1985-86
- Володар Кубка Кубків УЄФА (1):

«Челсі»: 1997-98
- Володар Суперкубка УЄФА (1):

«Челсі»: 1998

### Як тренера
- Чемпіон Румунії (5):

«Уніря» (Урзічень): 2008-09
«ЧФР Клуж»: 2017-18, 2018-19, 2019-20, 2021-22
- Володар Суперкубка Румунії (1):

«Тиргу-Муреш»: 2015
- Володар Кубка Китаю (1):

«Цзянсу Сайнті»: 2015
- Володар Кубка Румунії (1):

«ЧФР Клуж»: 2024-25